# Fabius (Nueva York)
Fabius es un pueblo ubicado en el condado de Onondaga en el estado estadounidense de Nueva York. En el año 2000 tenía una población de 1,974 habitantes y una densidad poblacional de 16 personas por km².

## Geografía
Fabius se encuentra ubicado en las coordenadas 42°50′8″N 76°59′7″O / 42.83556, -76.98528.

## Demografía
Según la Oficina del Censo en 2000 los ingresos medios por hogar en la localidad eran de $52,663 y los ingresos medios por familia eran $59,167. Los hombres tenían unos ingresos medios de $40,745 frente a los $28,036 para las mujeres. La renta per cápita para la localidad era de $21,206. Alrededor del 5.7% de la población estaban por debajo del umbral de pobreza.